# Hester Scheurwater
Hester Scheurwater (Hendrik-Ido-Ambacht, 1971) is een Nederlandse beeldend kunstenares, actief als videokunstenaar en installatiekunstenaar.

## Leven en werk
Scheurwater volgde van 1989 tot 1993 een opleiding aan de Koninklijke Academie van Beeldende Kunsten in Den Haag, waar ze les kreeg van Frans Zwartjes. Ze vervolgde haar studie aan de Amsterdamse Hogeschool voor de Kunsten, van 1993 tot 1995. Na haar studie vestigde ze zich als kunstenaar in Den Haag en verhuisde ze naar Rotterdam, waar ze sindsdien woont en werkt.
In het werk van Scheurwater – fotografie, korte film en installaties – zijn dikwijls verwijzingen naar lust en erotiek te vinden. Haar werk hing onder meer in het Brooklyn Museum in New York en op het FotoFestival Naarden. In het Stedelijk Museum Zwolle was eind 2010 een overzichtstentoonstelling van haar werk te zien.
Scheurwater was in 2008 een van de eerste Nederlandse kunstenaars die internationale bekendheid verwierf door haar werk op het Facebook te promoten, wat niet altijd even voorspoedig verliep.

## Exposities (selectie)
- 2021: BEFtival, 6 t/m 13 november, Amsterdam.[6]
- 2023: WO-MAN Cave, Brutus aan de Keileweg, Rotterdam.[2]